# Conde de Riba d'Ave
Conde de Riba d'Ave é um título nobiliárquico concedido em 1947 pela Santa Sé — posteriormente autorizado oficialmente pelo Governo de Portugal —, por ordem do Papa Pio XII, a Raúl Ferreira (filho mais novo de Narciso Ferreira), em reconhecimento da "grande e valiosa proteção dispensada às Missões Portuguesas no Ultramar e benemerência no País". Por esse motivo, foi autorizado a adicionar ao seu nome os novos apelidos "Riba d'Ave", por despacho da Comarca de Famalicão.
Estão sepultados no cemitério de Riba de Ave.

## Condes de Riba d'Ave
1. Raúl Ferreira de Riba d'Ave (1895–1974)
2. Raúl de Matos Ferreira de Riba d'Ave[2], filho único de Raúl Ferreira de Riba d'Ave

## Condessa de Riba d'Ave
1. Maria da Glória Ferreira de Riba d'Ave, esposa de Raúl Ferreira de Riba d'Ave[2]